# Ercangero di Svevia
Ercangero (tra l'860 e l'880 – 21 gennaio 917) fu duca di Svevia dal settembre 915 alla morte.

## Biografia
Era il figlio di Bertoldo I, conte palatino di Svevia, il quale talvolta viene chiamato anche Ercangero: in tal caso Ercangero può essere chiamato Ercangero II; sua madre era Gisela, figlia di Ludovico il Germanico e di Emma di Baviera. Sua sorella era Cunegonda, moglie di Liutpoldo di Baviera e successivamente moglie del re Corrado I di Franconia. Apparteneva alla dinastia degli Ahalolfingi.
In origine era una missus dominicus in Svevia. Nel 911, si alleò con il vescovo Salomone III di Costanza avendo loro dei comuni obiettivi politici: all'epoca Ercangero cercava di accrescere il proprio potere in Svevia in contrasto a Burcardo I e Bucardo II. Svolse un ruolo rilevante nella caduta dell'anziano Bucardo, il quale venne condannato per alto tradimento e giustiziato nel 911. Con la caduta dei Hunfridingi, Ercangero e suo fratello minore Bertoldo furono i conti più potenti della tribù. Nel 913 i rapporti tra Ercangero e il re Corrado di Germania entrarono in crisi, ma Ercangero fece sposare sua sorella Cunigunda, vedova di Luitpoldo, con il re: con questa mossa diplomatica, Ercangero divenne il rappresentante del re in Svevia. Con questa mossa però la sua alleanza con il vescovo Solomone si spezzò e il vescovo si oppose alla sua ascesa. Vedendo i suoi redditi ridotti a causa del vescovo, Ercangero lo fece incarcerare nel 914. Re Corrado si oppose a ciò e liberò il vescovo esiliando Ercangero nello stesso anno.
Ercangero tornò in Svevia nel 915 assieme a Bertoldo combattendo a fianco di suo nipote Arnolfo di Baviera e il suo vecchio nemico Bucardo II contro i Magiari. Ercangero e Bucardo si allearono e si rivoltarono quindi contro re Corrado, sconfiggendolo nella battaglia di Wahlwies nell'Hegau, e facendo sì che Ercangero venisse proclamato duca. Tuttavia presso un'alta corte di Hohenaltheim nel settembre del 916, Ercangero fu condannato alla reclusione in un monastero per offese contro re e vescovi, più precisamente per la cattura del vescovo Salomone III di Costanza, il quale perdonò i suoi carcerieri ed intercedette, inutilmente, presso il re per aver loro salva la vita. Venne giustiziato per ordine del re il 21 gennaio 917 assieme al fratello.